# Scivias

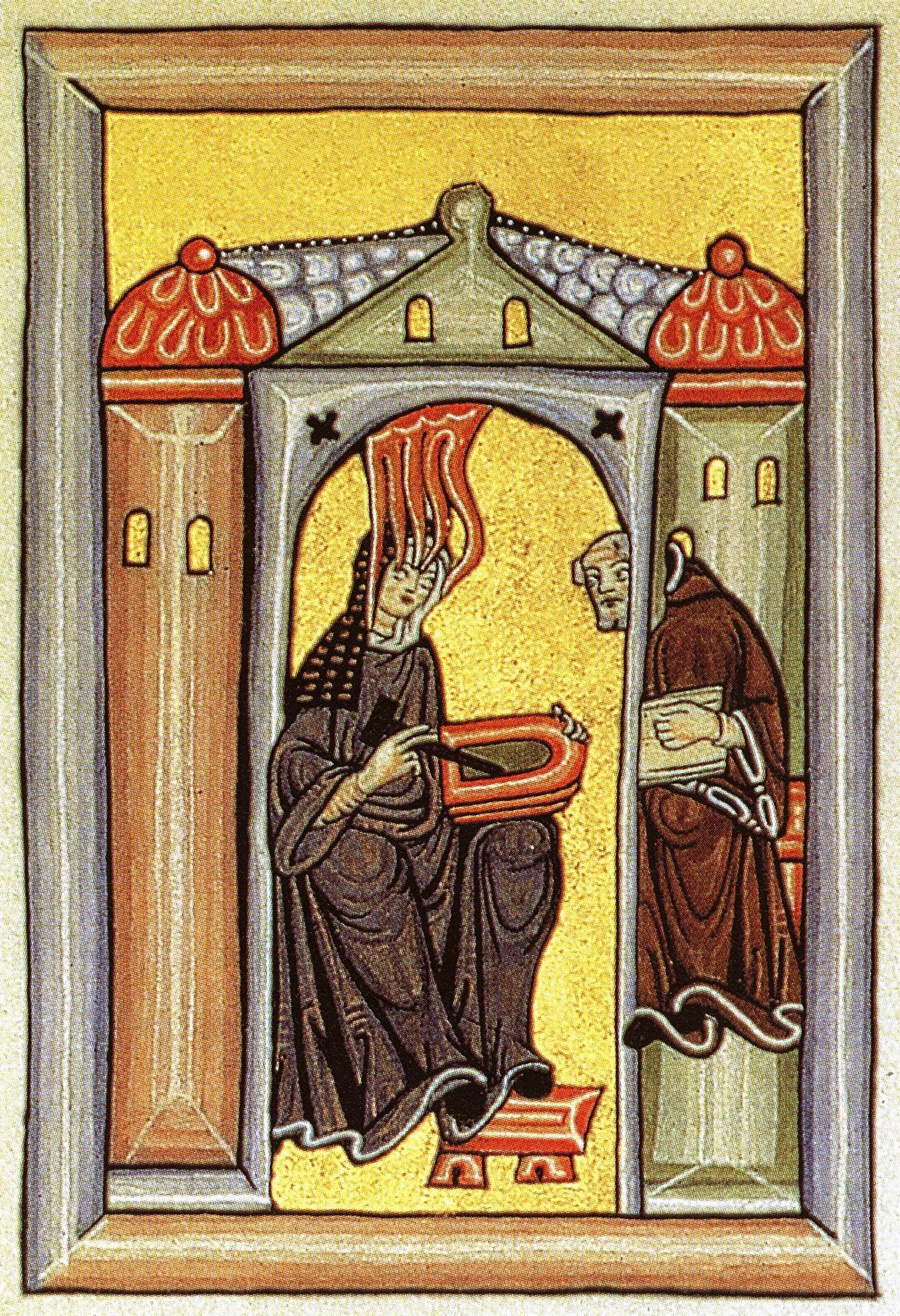
Hildegarde recevant l'inspiration divine, enluminure du Scivias.

Le Scivias est un ouvrage illustré par Hildegarde de Bingen, achevé en 1151 ou 1152, décrivant 26 visions mystiques. C'est la première des trois œuvres qu'elle écrit décrivant ses visions, les autres étant le Liber vitae meritorum et De operatione dei, également connu sous le nom Liber divinorum operum (« Livre des œuvres divines »). Le titre Scivias provient de l'expression latine Sci vias Domini (« Sache les voies du Seigneur », mais aussi « Apprends à connaître les voies du Seigneur »).
Le livre est plutôt long — plus de 150 000 mots, ou environ 600 pages manuscrites. Il est illustré par 35 miniatures, plus que dans les deux livres ultérieurs des visions.

Le travail est divisé en trois parties, reflétant la sainte Trinité,. Les première et deuxième parties sont approximativement de longueur égale, tandis que la troisième est aussi longue que l'ensemble des deux autres. La première partie comprend une préface décrivant comment on ordonna à Hildegarde le travail d'écriture et décrit six visions traitant des thèmes de la Création, et de la Chute. La deuxième partie se compose de sept visions traitant du Salut par Jésus-Christ, de l'Église et des sacrements. La troisième partie, avec treize visions, porte sur le Royaume de Dieu, par l'intermédiaire de la sanctification, et de la tension accrue entre le bien et le mal. La vision finale comprend 14 chants, ainsi qu'une partie du drame musical qui a été plus tard publié sous le titre Ordo Virtutum. Dans chaque vision, Hildegarde décrit tout d'abord ce qu'elle a vu et puis rapporte les explications qu'elle a entendues, qu'elle attribue à la « voix du ciel ».

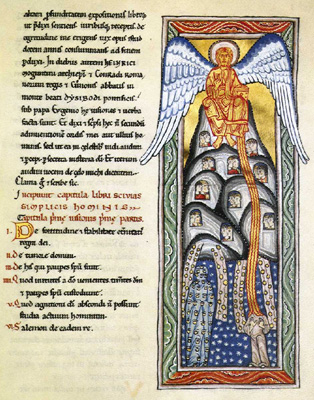
Miniature de la Première partie I ; Première vision : Dieu, le Créateur de lumière et l'Humanité

## Manuscrits et éditions
Le Scivias survit dans dix manuscrits médiévaux, dont deux perdus à l'époque moderne. Le plus prestigieux était le manuscrit de Ruppertsberg, manuscrit très bien conservé réalisé durant la vie d'Hildegarde suivant ses conseils et recommandations. Il se trouvait à la bibliothèque de Hesse à Wiesbaden jusqu'à la Seconde Guerre mondiale,, durant laquelle il fut transporté pour être mis à l'abri à Dresde et disparut. Certains espéraient que la réunification de l'Allemagne en 1990 entraînerait sa réapparition. Il reste seulement des photographies en noir et blanc de ce manuscrit. Le manuscrit original était de 12,8 et 9,25 pouces et comptait 235 pages de parchemin, écrites sur deux colonnes. Une copie fidèle a été faite à l'Abbaye Sainte-Hildegarde d'Eibingen en 1927-1933, source des reproductions en couleur aujourd'hui disponibles. Les autres copies sont à la Bibliothèque vaticane (manuscrit de Rupertsberg), à Heidelberg (12s), à Oxford (12/13 s.), à Trèves (1487) et ailleurs.
La première édition moderne du Scivias, traduit en allemand, a été publiée en 1928 par sœur Maura Böckeler de l'abbaye de sainte Hildegarde. Une édition critique a été achevée en 1978 par Adelgundis Führkötter et Angela Carlevaris de l'abbaye de sainte Hildegarde. Le Scivias est aujourd'hui le livre d'Hildegarde le plus largement disponible en traductions, parfois abrégées.

## Processus de rédaction

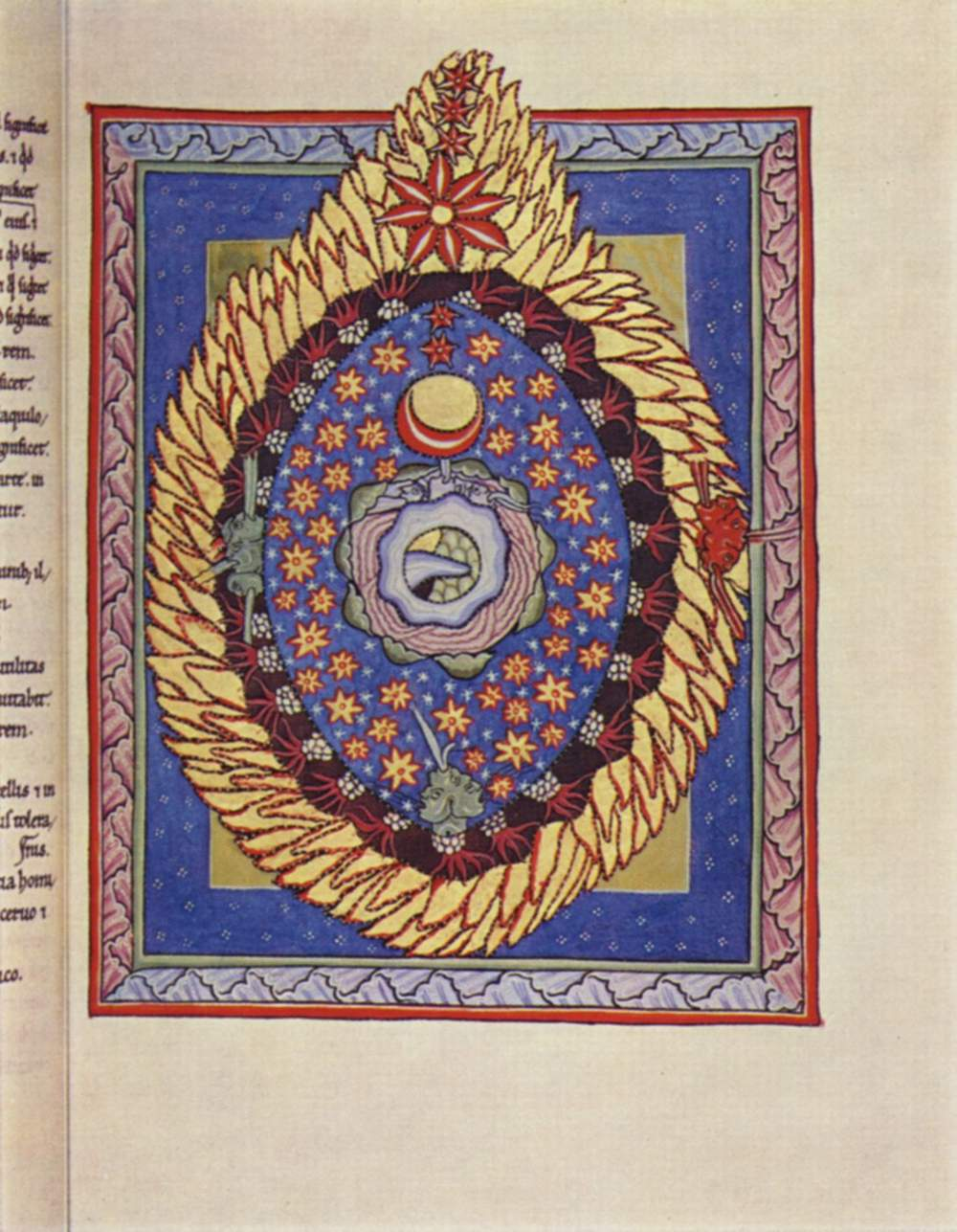
Miniature de la Première partie I ; Troisième vision : Dieu, le Cosmos, et l'Humanité

Hildegarde, âgée de 42 ans, écrit elle-même dans la préface du Scivias en 1141, que Dieu dans une vision lui a ordonné de partager ses visions religieuses. À cette époque, elle était depuis cinq ans supérieure de la communauté féminine de Disibodenberg. Elle avait connu de telles visions depuis l'âge de cinq ans, mais ne s'était confiée qu'au moine Volmar et à sa supérieure Jutta, morte depuis. Elle ne se sentait pas sûre de ce qu'elle écrivait, soit par humilité soit par peur, et quand elle tomba malade, elle crut y voir une punition de Dieu pour son hésitation. Volmar exigea qu'elle couchât par écrit ses visions, et lui-même avec une autre religieuse du couvent, Richardis von Stade, l'aida à la rédaction. Elle reçut de l'abbé à Kuno, de Disibodenberg, la permission d'écrire ce travail. Elle écrivit également à Bernard de Clairvaux en 1146 pour demander conseil ; il estima que les visions venaient bien de Dieu, et refusa d'intervenir dans les ordres qu'Il avait donnés. Il est possible que tout le temps qu'il lui a fallu pour se décider à écrire les visions, malgré la punition de Dieu et l'encouragement d'autres personnalités religieuses, indique combien elle les trouvait effrayantes.

Une délégation de Disibodenberg emporta au synode de Trèves (novembre 1147–février 1148) une copie de certains des écrits qu'elle avait faits, et ils y furent lus à haute voix. Le pape Eugène III leur accorda son approbation, et autorisa Hildegarde à publier tout ce qu'elle avait reçu dans ses visions. On ne sait pas bien si les enluminures qui accompagnent le texte ont été présentées à Trèves. En 1148, elle reçut une vision qui lui demandait de déplacer son couvent à Rupertsberg. Elle s'y installa en 1150, et peu après termina le Scivias (en 1151 ou 1152).

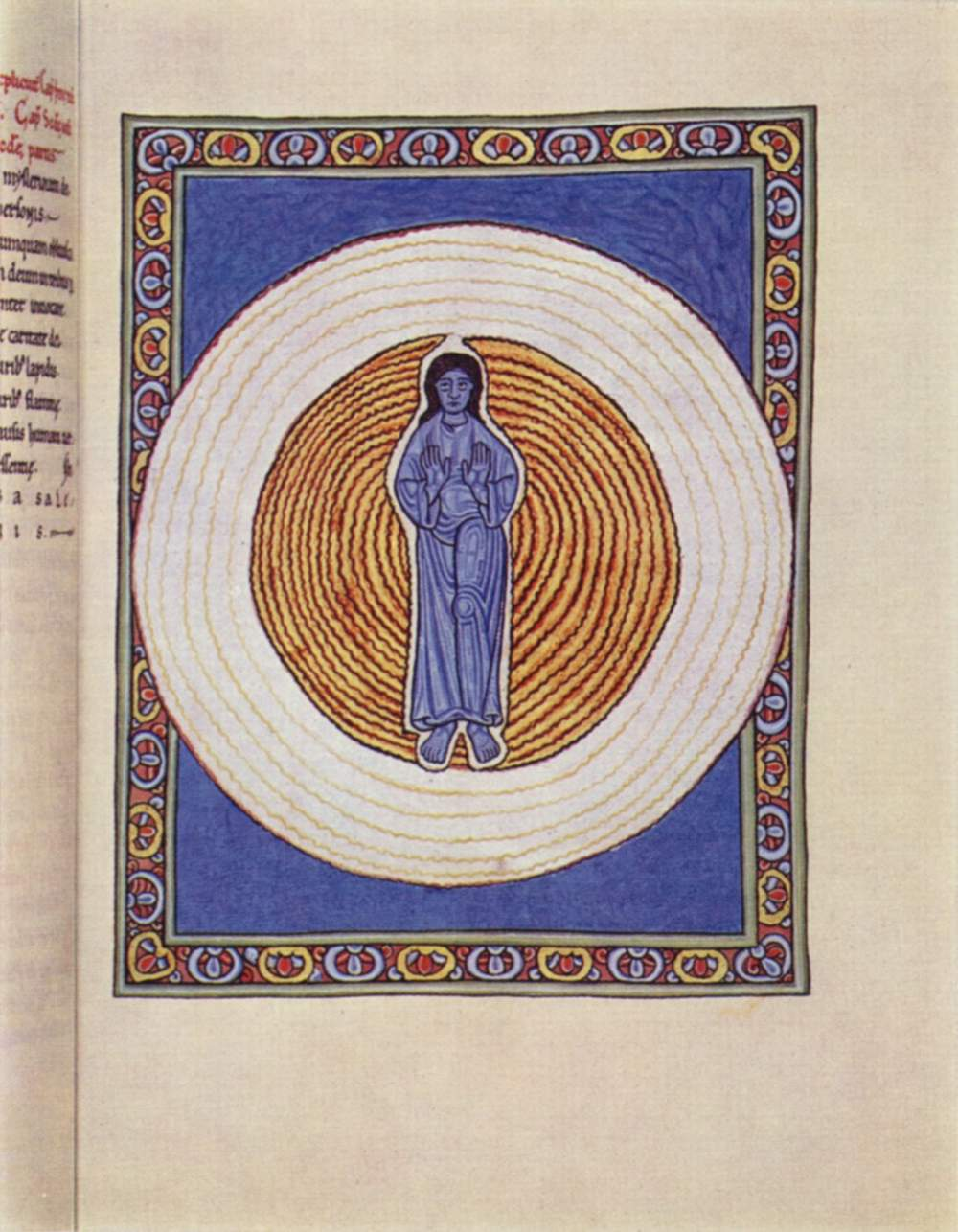
Miniature de la Deuxième partie II ; Seconde vision : Le Dieu trinitaire

Il est difficile de savoir ce qu'a été son rôle dans les enluminures du manuscrit, et les chercheurs ont proposé toutes les solutions : elle ne s'en serait pas mêlée, elle aurait donné à d'autres ses directives pour les créer, elle les aurait créées directement. Dans une enluminure incluse comme un frontispice, on nous montre Hildegarde esquissant quelque chose sur une tablette de cire tout en dictant une vision à Volmar. Selon Madeline Caviness, il se peut qu'elle ait esquissé les contours de ses visions quand elle les recevait, en dictant peut-être en même temps leur contenu, et par la suite on a ajouté les détails.

## Structure
Au début et la fin de chacune des trois sections de l'œuvre, on trouve un marqueur structurel qui indique sa nature prophétique. En outre, à la fin de chaque vision apparaît une phrase de conclusion, qui est différente pour chacune des trois sections. La conclusion de chaque vision est, elle aussi, marquée par une phrase qui devient stéréotypée. Pour les visions dans la première section, cette phrase est : « À nouveau j'entendis la voix du ciel qui me parlait », dans la deuxième section : « Et j'entendis une voix venant des hauteurs célestes qui me parlait » ; et dans la troisième section : « Et j'entendis que cette lumière qui était assise sur le trône était en train de parler. »
Les quatorze chants que comprend la vision finale sont tous antiphonés avec appels et répons. Les paroles sont écrites dans un style énigmatique, qui fait penser au trobar clus des troubadours contemporains. Les chants sont arrangées hiérarchiquement selon le thème par paires, avec deux pour la Vierge Marie, deux pour les anges, et deux pour chacune des cinq catégories de saints : les patriarches et les prophètes, les apôtres, les martyrs, les confesseurs et les vierges.

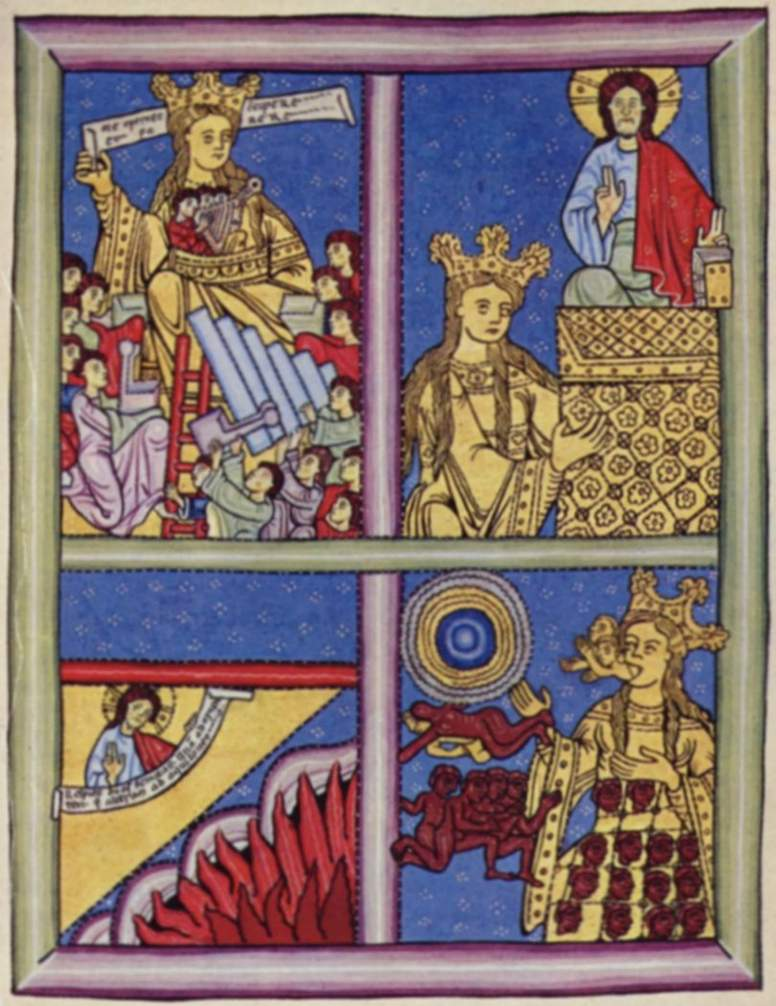
Miniature de la Deuxième partie II ; Troisième vision : L'Église, en tant que Mère des croyants - Le Baptême

Le rapport entre les visions et le contenu musical et dramatique à la fin n'est pas évident. Selon Margot Fassler, le contenu visionnaire, les chants et les jeux ont été conçus par Hildegarde dans le cadre d'un programme éducatif. Si une telle interprétation est correcte, ce serait alors le seul programme de ce genre qui nous serait parvenu du Moyen Âge.

## Contenu
Les divisions de l'ouvrage qui suivent se fondent essentiellement sur les enluminures et utilisent les titres attribués à chaque vision par Adelgundis Führkötter, éditrice de l'édition critique (le texte original ne donne pas de titres). Si plusieurs titres sont donnés, c'est qu'il y a plusieurs enluminures. Chaque vision est suivie d'un commentaire divisé en sections (compte tenu des titres fonctionnels dans les manuscrits originaux), dont le nombre est indiqué entre parenthèses,.
- Avant-propos
- Première partie I

1. Dieu, le Créateur de lumière et l'Humanité (6)[23]
2. La Chute (33)[24]
3. Dieu, le Cosmos, et l'Humanité (31)[25]Miniature de la Deuxième partie II ; Quatrième vision : Onction de vertu - la Confirmation
4. L'Humanité et la Vie (32)[26]
5. La Synagogue (8)[27]
6. Les Chœurs des anges (12)[28]

- Deuxième partie II

1. Le Sauveur (17)[29]
2. Le Dieu trinitaire (9)[30]

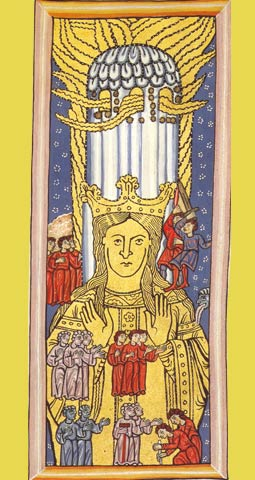
Miniature de la Deuxième partie II ; Quatrième vision : Onction de vertu - la Confirmation

3. L'Église, en tant que Mère des croyants - Le Baptême (37)[31]
4. Onction de vertu - la Confirmation (14)[32]
5. La Hiérarchie de l'Église (60)[32]
6. Le Sacrifice du Christ et l'Église ; Continuation du mystère dans le Partage du Sacrifice (102)[33]
7. La Lutte de l'Humanité contre le Mal ; Le Tentateur (25)[33]

- Troisième partie III (les douze premières Visions décrivent la Jérusalem Céleste)

1. Le Tout-Puissant ; Les étoiles éteintes (18)[34]
2. Le Bâtiment (28)[34]
3. La Tour de préparation ; les Vertus divines dans la Tour de préparation (13)[34]
4. Le pilier de la Parole de Dieu ; la connaissance de Dieu (22)[34]
5. Le zèle de Dieu (33)[34]
6. Le Triple Mur (35)[35]
7. Miniature de la Deuxième partie II ; Cinquième vision : La Hiérarchie de l'ÉgliseLe Pilier de la Trinité (11)[35]
8. Le Pilier de l'Humanité du Sauveur (25)[35]
9. La Tour de l'Église (29)[35]
10. Le Fils de l'Homme (32)[36]
11. La Fin des Temps (42)[36]

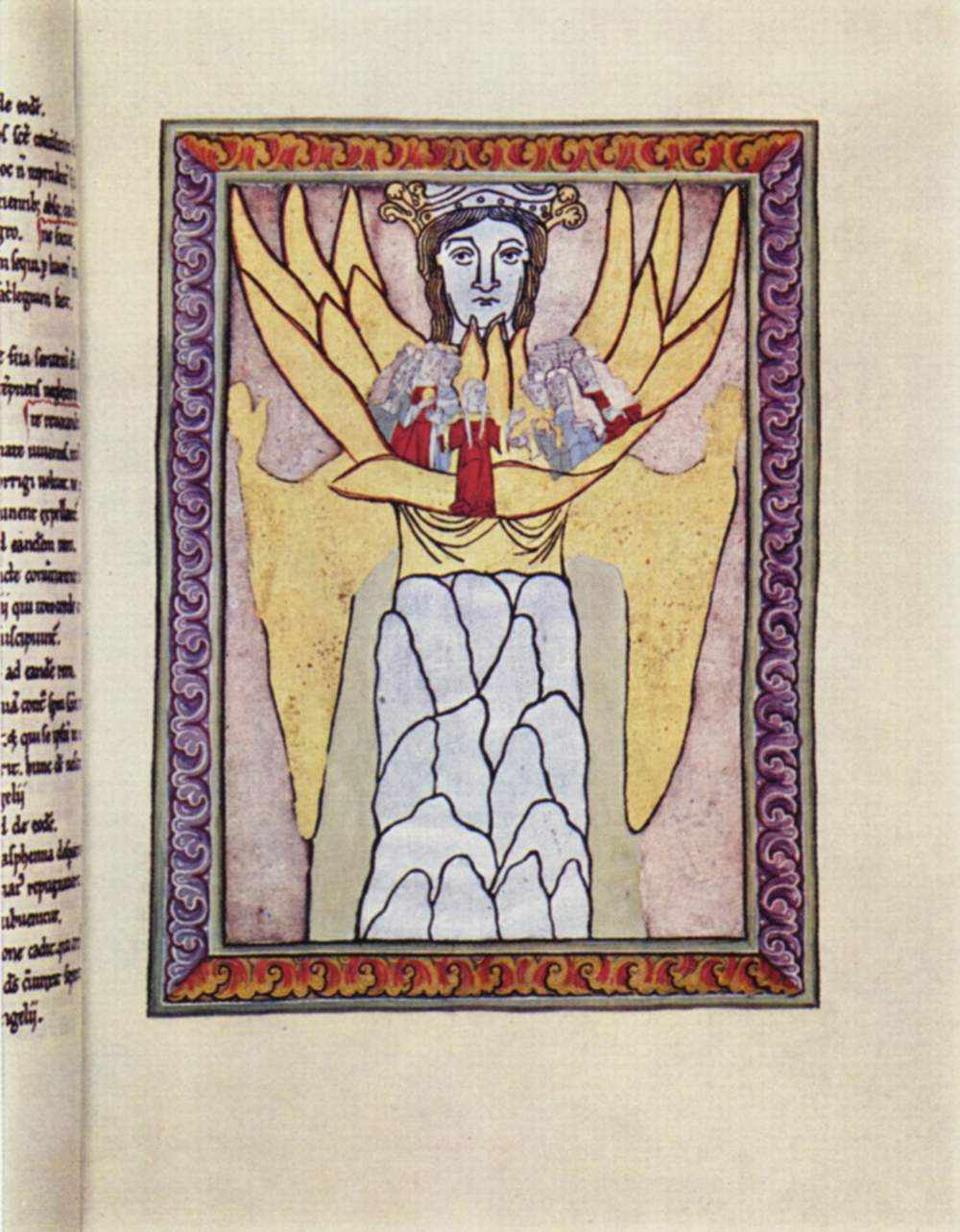
Miniature de la Deuxième partie II ; Cinquième vision : La Hiérarchie de l'Église

12. La Journée de la Grande Révélation ; les Nouveaux Cieux et la Nouvelle Terre (16)[36]
13. Éloge de la Sainteté (16)[36]

## Analyse
Hildegarde se situe dans la tradition prophétique de l'Ancien Testament par son utilisation dans le texte d'expressions stéréotypées. Comme les prophètes, Hildegarde était engagée politiquement et socialement et adressait fréquemment des exhortations morales et des directives. Le Scivias peut être considéré comme étant essentiellement une œuvre d'enseignement et de direction destinée à procurer le salut. Les questions théologiques ne sont pas absentes et elles sont traitées, mais pour les expliquer elle utilise d'ordinaire le raisonnement par analogie (analogie des images surtout), plutôt que la logique ou la dialectique.

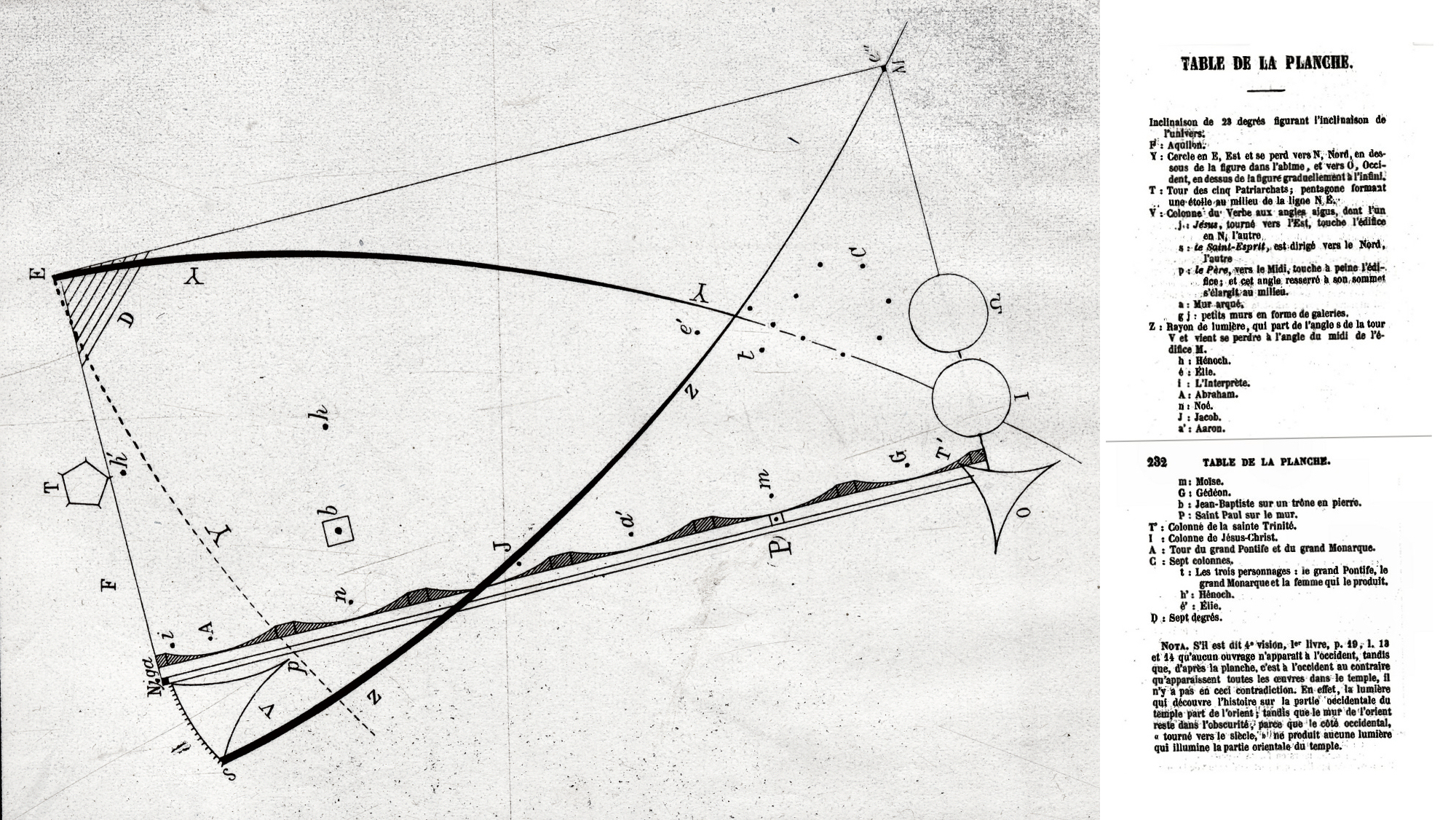
Plan de la Jérusalem Céleste (Livre III) établi par Pierre Lachèze, traducteur du Scivias (1863)

La conception centrale de Hildegarde est ce qu'elle appelait « Viriditas » et qu'elle considérait comme un attribut de la nature divine. Le mot est souvent traduit de différente façon, comme « fraîcheur », « vitalité », « fécondité », « verdure » ou « croissance ». Il est utilisé comme une métaphore de la santé physique et spirituelle.
Certains auteurs, comme Charles Singer, ont suggéré que certaines caractéristiques dans la description des visions et dans les enluminures, comme les lumières brillantes et les auras, impliquent qu'elles seraient dues à un scotome scintillant, une forme de migraine. Oliver Sacks, dans son livre Migraine, parle de ses visions comme « incontestablement migraineuses », mais a indiqué que cela ne les invalide pas, parce que ce qui importe lors d'une maladie psychologique c'est ce que l'on en fait. La ressemblance des enluminures avec les symptômes typiques d'attaques migraineuses, surtout là où il n'y a pas de description précise dans le texte, est un des arguments les plus forts en faveur de l'implication directe de Hildegarde dans leur création.
On a également suggéré que les visions peuvent avoir été provoquées par des composants hallucinogènes présents dans l'ergot du seigle, commun dans la région rhénane à certaines époques de l'année.

## Influence
À l'époque de Hildegarde, le Scivias était son œuvre la plus connue. Il a été utilisé comme modèle par Élisabeth de Schönau pour écrire son Liber viarum Dei. Élisabeth, comme Hildegarde, a eu l'expérience de visions et c'est Hildegarde qui l'a encouragée à les publier.
Ordo Virtutum est la plus ancienne moralité que nous connaissions, un genre dont on croyait auparavant qu'il n'avait commencé qu'au XIVe siècle.

## Éditions
- (critical edition) Adelgundis Führkötter and Angela Carlevaris, eds. Hildegardis Scivias. Turnhout: Brepols, 1978. LX, 917 pp., with 35 plates in six colors and three black-and-white plates. Corpus Christianorum. Continuatio Mediaevalis, vols. 43 and 43A.
- (German translation) Maura Böckeler. Wisse die Wege. Scivias. Salzburg: Otto Müller, 1954.
- (English translation) Bruce Hozeski. Scivias. Santa Fe: Bear and Company, 1986.
- (English translation) Columba Hart and Jane Bishop. Scivias. New York: Paulist Classics of Western Spirituality, 1990.
- (abridged English translation) Bruce Hozeski. Hildegard von Bingen's Mystical Visions. Santa Fe: Bear and Company, 1995.
- (fr) Scivias. « Sache les voies » : ou Livre des visions (présentation et traduction par Pierre Monat), Cerf, Paris, 1996, 729 p.  (ISBN 2-204-04864-X)